# Taphrina mirabilis
Taphrina mirabilis är en svampart som först beskrevs av George Francis Atkinson och som fick sitt nu gällande namn av Karl Giesenhagen 1895.
Taphrina mirabilis ingår i släktet Taphrina och familjen häxkvastsvampar. Inga underarter finns listade i Catalogue of Life.